# Trenton Ducati
Trenton Ducati (ur. 10 września 1977 w Houston) – amerykański aktor i reżyser gejowskich filmów pornograficznych pochodzenia włoskiego.

## Życiorys

### Rodzina i edukacja
Urodził się w Houston w stanie Teksas, gdzie dorastał z dwojgiem rodzeństwa – bratem i siostrą. Kiedy miał osiem lat, wraz z rodziną przeprowadził się do Santa Fe w Nowym Meksyku, gdzie uczęszczał do St. Michael’s High School. 
Jego największą pasją w okresie nastoletnim była koszykówka i futbol amerykański. W wieku od 13 do 21 lat był jeźdźcem rodeo zarówno w jeździe konnej, jak i ujeżdżaniu byków. Brał udział w kilku zawodach, w tym na Amateur Rodeo World Cup w Karolinie Południowej. Był członkiem Professional Rodeo Cowboys Association i miał umowę sponsorską z Subway. Trenował także kulturystykę. Kiedy miał 21 lat zrezygnował z kariery rodeo, po czym przeprowadził się do Seattle w stanie Waszyngton, gdzie pracował jako trener personalny, a także w restauracji Subway, co określił „swoją najgorszą pracą w życiu”.

### Kariera
Był osobistym trenerem w Fitness-Club Gold’s Gym w Seattle, kiedy poznał amerykańskiego aktora porno Jimmy’ego Durano, który pomógł mu dostać się do branży pornograficznej. Przyjął pseudonim sceniczny, który wybrał od imienia chłopaka Trentona, w którym zakochał się w wieku 15 lat, i włoskiego producenta motocykli Ducati, jego ulubionej marki motocykli.

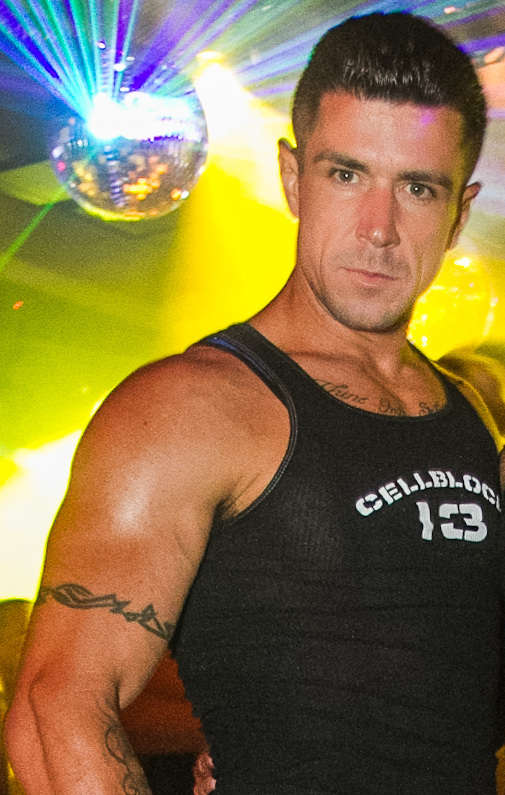
Ducati (2012)

W październiku 2011, w wieku 33 lat otrzymał wieloletni kontrakt na wyłączność z Titan Media. Zadebiutował w filmie Incubus (2011) w scenie z Jimmym Durano. Później pojawił się w kilku innych produkcjach Titan Media, m.in. Surveillance (2012) ze Spencerem Reedem. Kilka miesięcy później rozpoczął pracę jako freelancer we wszystkich najważniejszych gejowskich studiach filmowych: Hot House, Lucas Entertainment, Raging Stallion, Falcon Entertainment, NakedSword, Men.com i Kink.com.
W filmie Falcon Entertainment Body Shop (2012) wziął udział w scenie flip-flop z Erikiem Rhodesem, która była ostatnią sceną Rhodesa przed kamerą przed jego nagłą śmiercią w czerwcu 2012.
Pod koniec 2013 założył agencję Ducati Models, która promowała głównie aktorów porno, ale także drag queen, tancerzy go-go i DJ-ów.
Pojawił się na okładce magazynów: „Playgirl” (zima 2013), „QX” (w czerwcu 2013), „The Fight” (we wrześniu 2013, w kwietniu 2015, w lutym 2016), „Grab” (w styczniu 2015) i „Cybersocket” (w lipcu 2015).
Jako reżyser zadebiutował filmem America’s Finest (2014) z udziałem Seana Paula Lockharta i Seana Zevrana.
Zdobył kilka znaczących nagród amerykańskiej branży porno. W 2012 został uhonorowany Grabby Award w kategorii „Najlepsza grupa” w Surveillance (2011) z Dario Beckiem, Christopherem Danielsem i Spencerem Reedem. W 2013 otrzymał Grabby Award dla najlepszego wykonawcy (ex aequo z Jimmym Durano) i najlepszego wykonawcy uniwersalnego, a także International Escort Awards za najlepsze ciało i dla najlepszej eskortowej gwiazdy porno oraz XBIZ Award dla gejowskiego wykonawcę roku 2013. W 2014 zdobył Grabby Award dla najlepszego wykonawcy roku (ex aequo z Boomerem Banksem). W 2015 otrzymał Grabby Award dla najlepszego wykonawcy roku (ex aequo z Ryanem Rose). W sierpniu 2018 firma FleshJack.com przyznała mu tytuł „Człowieka Miesiąca” ex aequo z Seanem Zevranem i Jake Orionem.
W 2017 znalazł się na liście finalistów alei sław Grabby’s Wall of Fame, a w 2023 otrzymał nagrodę Grabby za całokształt pracy.
W 2017 wziął udział w reklamie masturbatora dla mężczyzn firmy Fleshlight.

## Życie prywatne
Przez 15 lat był uzależniony od metamfetaminy, w 2008 zakończył terapię odwykową. Potem zaczął aktywnie uczestniczyć w walce z narkotykami, szczególnie z uzależnieniem od metamfetaminy, zainicjował na Twitterze kampanię #KillMeth.
Podczas kręcenia filmu Michael Lucas' Auditions 47: Greece My Hole (2012) dla Lucas Entertainment na Mykonos poznał australijskiego aktora porno Tate Rydera, z którym był związany przez 11 miesięcy i rozstał się wiosną 2013. W lutym 2014 poślubił w Kalifornii tancerza i striptizera o imieniu David.
W kwietniu 2013 przeprowadził się do San Diego, mieszkał także w Los Angeles, Nowym Jorku i Londynie.

## Nagrody i nominacje
| Rok  | Nagroda                     | Kategoria                                         | Film                                             | Inni wykonawcy                                            | Rezultat  |
| ---- | --------------------------- | ------------------------------------------------- | ------------------------------------------------ | --------------------------------------------------------- | --------- |
| 2012 | Grabby Award                | Najlepsza grupa                                   | Surveillance (2011)                              | Dario Beck, Christopher Daniels i Spencer Reed            | Wygrana   |
| 2012 | Grabby Award                | Najlepszy debiutant                               | –                                                | –                                                         | Nominacja |
| 2013 | Hotrods Award               | Najlepszy aktyw                                   | –                                                | –                                                         | Wygrana   |
| 2013 | XBIZ Award                  | Gejowski wykonawca roku                           | –                                                | –                                                         | Wygrana   |
| 2013 | Grabby Award                | Najlepszy aktor                                   | Grind House (2012)                               | –                                                         | Nominacja |
| 2013 | Grabby Award                | Najlepszy aktor                                   | The Woods 1 & 2 (2012)                           | –                                                         | Nominacja |
| 2013 | Grabby Award                | Najlepszy wykonawca uniwersalny                   | –                                                | –                                                         | Wygrana   |
| 2013 | Grabby Award                | Najgorętszy aktyw                                 | –                                                | –                                                         | Nominacja |
| 2013 | Grabby Award                | Najgorętszy penis                                 | –                                                | –                                                         | Nominacja |
| 2013 | Grabby Award                | Wykonawca roku                                    | –                                                | –                                                         | Wygrana   |
| 2013 | Grabby Award                | Najlepsza grupa                                   | Awake (2012)                                     | Adam Killian i Alex Marte                                 | Nominacja |
| 2013 | Grabby Award                | Najlepsza grupa                                   | Grind House                                      | Adam Killian i Jake Genesis                               | Nominacja |
| 2013 | Grabby Award                | Najlepsza grupa                                   | The Woods 2 (2012)                               | Charlie Harding i Kyle King                               | Nominacja |
| 2013 | International Escort Awards | Najlepsze ciało                                   | –                                                | –                                                         | Wygrana   |
| 2013 | International Escort Awards | Najlepsza eskortowa gwiazda porno                 | –                                                | –                                                         | Wygrana   |
| 2013 | International Escort Awards | Najlepszy penis                                   | –                                                | –                                                         | Nominacja |
| 2014 | International Escort Awards | Najlepszy aktyw                                   | –                                                | –                                                         | Nominacja |
| 2014 | International Escort Awards | Najlepiej ubrany lub wystylizowany                | –                                                | –                                                         | Nominacja |
| 2014 | International Escort Awards | Najlepszy penis                                   | –                                                | –                                                         | Nominacja |
| 2014 | International Escort Awards | Najlepsza internetowa strona eskortowa            | –                                                | –                                                         | Nominacja |
| 2014 | Grabby Award                | Najlepszy aktor                                   | Silence of the Cams 1 & 2 (2013)                 | –                                                         | Nominacja |
| 2014 | Grabby Award                | Najlepszy wykonawca uniwersalny                   | –                                                | –                                                         | Nominacja |
| 2014 | Grabby Award                | Najgorętszy aktyw                                 | –                                                | –                                                         | Nominacja |
| 2014 | Grabby Award                | Wykonawca roku                                    | –                                                | –                                                         | Wygrana   |
| 2014 | Grabby Award                | Najlepsza grupa                                   | The Boy Who Cried D.I.L.F. (2013)                | Angel Rock i Damian Taylor                                | Nominacja |
| 2014 | Grabby Award                | Najlepsza grupa                                   | The Sub (2013)                                   | J.R. Bronson i Rod Daily                                  | Nominacja |
| 2014 | Grabby Award                | Najlepszy duet                                    | Hung Americans Part 1 (2013)                     | Shawn Wolfe                                               | Nominacja |
| 2014 | Grabby Award                | Najlepszy duet                                    | My Doctor Sucks (2013)                           | Landon Conrad                                             | Nominacja |
| 2015 | Grabby Award                | Wykonawca roku                                    | –                                                | –                                                         | Wygrana   |
| 2015 | Grabby Award                | Najlepszy wykonawca uniwersalny                   | –                                                | –                                                         | Nominacja |
| 2015 | Grabby Award                | Najgorętszy aktyw                                 | –                                                | –                                                         | Nominacja |
| 2015 | Grabby Award                | Męski mężczyzna                                   | –                                                | –                                                         | Nominacja |
| 2015 | Grabby Award                | Najlepszy aktor wspierający                       | Sentenced (2014)                                 | –                                                         | Nominacja |
| 2015 | Grabby Award                | Najlepszy duet                                    | Addict (2014)                                    | Max Cameron                                               | Nominacja |
| 2015 | Grabby Award                | Najlepszy duet                                    | Bound Gods (2014)                                | Tyler Sweet                                               | Nominacja |
| 2015 | Grabby Award                | Najlepsza grupa                                   | Fear of Clothing in Las Vegas (2014)             | Dominic Pacifico i Rico Palace                            | Nominacja |
| 2015 | Grabby Award                | Najlepsza strona internetowa z oryginalną treścią | DucatiPorn.com                                   | –                                                         | Nominacja |
| 2015 | XBIZ Award                  | Gejowski wykonawca roku                           | –                                                | –                                                         | Nominacja |
| 2016 | Cybersocket Web Awards      | Wall of Fame – Nagroda doskonałości               | –                                                | –                                                         | Wygrana   |
| 2016 | XBIZ Award                  | Gejowski wykonawca roku                           | –                                                | –                                                         | Nominacja |
| 2016 | Grabby Award                | Wykonawca roku                                    | –                                                | –                                                         | Nominacja |
| 2016 | Grabby Award                | Najgorętszy aktyw                                 | –                                                | –                                                         | Nominacja |
| 2016 | Grabby Award                | Najlepszy aktow wspierający                       | Daddy Chasers (2015)                             | –                                                         | Nominacja |
| 2016 | Grabby Award                | Najlepszy internetowy wykonawca roku              | –                                                | –                                                         | Nominacja |
| 2017 | Grabby Award                | Wall of Fame                                      | –                                                | –                                                         | Wygrana   |
| 2017 | Grabby Award                | Wykonawca roku                                    | –                                                | –                                                         | Nominacja |
| 2017 | Grabby Award                | Najlepszy fotograf                                | –                                                | –                                                         | Nominacja |
| 2017 | Grabby Award                | Najlepsza grupa                                   | Urban Spokes (2016)                              | Ryan Rose, Griffin Barrows, Conner Patrick i Rod Peterson | Nominacja |
| 2017 | Grabby Award                | Najlepszy duet                                    | Batman v. Superman (2016)                        | Paddy O’Brian                                             | Nominacja |
| 2017 | Grabby Award                | Najlepszy duet                                    | Secrets & Lies (2016)                            | Colton Grey                                               | Nominacja |
| 2017 | Grabby Award                | Najlepszy aktor                                   | Secrets & Lies (2016)                            | –                                                         | Nominacja |
| 2017 | Grabby Award                | Najlepszy triolizm                                | Secrets & Lies (2016)                            | Brian Bonds i Brandon Wilde                               | Nominacja |
| 2017 | Grabby Award                | Najlepszy triolizm                                | One Erection: The Un-Making of a Boy Band (2016) | Lukas Grande i Rikk York                                  | Nominacja |
| 2018 | GayVN Award                 | Najlepszy aktor drugoplanowy                      | One Erection: The Un-Making of a Boy Band (2016) | –                                                         | Nominacja |
| 2018 | GayVN Award                 | Najlepszy aktor                                   | Secrets & Lies (2016)                            | –                                                         | Nominacja |
| 2018 | GayVN Award                 | Wykonawca roku                                    | –                                                | –                                                         | Nominacja |
| 2018 | GayVN Award                 | Ulubiona internetowa strona gwiazdy porno         | TrentonDucati.com                                | –                                                         | Nominacja |
| 2019 | GayVN Awards                | Najlepsza scena seksu fetysz                      | Skuff: Dog House (2018)                          | Skyy Knox                                                 | Nominacja |
| 2019 | GayVN Awards                | Najlepsza scena seksu fetysz                      | Bound Gods 5: Muscled Masochists (2018)          | Teddy Bryce                                               | Nominacja |